# The Suffering
The Suffering es un videojuego de terror creado por Surreal Software y Midway Games para PlayStation 2, Xbox y PC en el año 2004. La secuela The Suffering: Los lazos que nos unen salió en 2005. se planificó lanzar una versión para Nintendo GameCube pero fue cancelado por razones negativas.

## Historia
El jugador controla a Torque, un hombre que ha sido enviado a la Penitenciaría del Estado de Abbott en Carnate Island, Maryland. Torque ha sido declarado culpable y condenado a muerte por asesinar a su exesposa y sus dos hijos, a pesar de que afirma haberse desmayado en el momento en que esto sucedió y no puede recordar nada. La noche que Torque llega, hay un fuerte terremoto que libera un ejército de monstruos en la instalación. La celda de Torque se rompe y lo libera de su cautiverio. A partir de su celda, Torque atraviesa la prisión en un intento de escapar vivo de la isla Carnate.
Durante el recorrido, Torque descubre que los monstruos desatados personifican las muchas formas de ejecución que la isla ha acogido. Además, se encuentra con los espíritus de algunos de los residentes más famosos de Carnate: el desquiciado psicólogo Dr. Killjoy, el ex verdugo de Hermes T. Haight, y el asesino arrepentido Horace. Con su ayuda, Torque descubre que puede transformarse en un monstruo enfurecido a sí mismo (otros personajes afirman que estas «transformaciones» no son más que una especie de locura llena de adrenalina). Killjoy está obsesionado con curar a Torque, aunque sus métodos son cuestionables, y en varios puntos ofrece vagos asesoramientos médicos. Horace y Hermes, por el contrario, tratan de influir en él para llevarlo hacia el bien o el mal, respectivamente. Torque se reúne otros personajes a lo largo del juego, cuyo destino lo decide el propio jugador.

### Final
En el final del juego, Torque llega al muelle de la isla para esperar el bote de rescate que previamente pidió. En la entrada Torque se encuentra con el Dr. Killjoy, quien le dice que si quiere curarse a sí mismo deberá activar una máquina que él ha puesto en el muelle la cual lanza unos rayos y le da a Torque unas esferas llenas de energía que les sirven para derrotar al monstruo que se encuentra en el muelle y poder escapar de la isla. Lluego de esto aparece su hijo pequeño, Malcolm, corriendo hacia el muelle, después de esto vamos hacia el muelle donde pasamos por un puente el cual al pasarlo se destruye, luego de esto aparecerá el hijo de Torque (Malcolm) con un oso de peluche en su mano, el cual dependiendo de las acciones tomadas durante el transcurso del juego dirá diferentes cosas en torno a su muerte y a la muerte de su madre (Carmen) y su hermano mayor (Cory), lo mismo pasa con las 2 siguientes escenas donde Cory y Carmen hablan con Torque sobre lo mismo, luego del relato de Malcolm se va, luego de unos segundos la réplica del monstruo interior de Torque pisa el oso de peluche que llevaba en la mano y ruge con un fuerte grito, luego de esto Torque deberá matarlo sin su monstruo interior (de lo contrario morirá porque la debilidad del otro monstruo son las balas y las granadas), luego de que Torque mate al monstruo aparecerá la escena de Cory donde pasa lo mismo que en la escena de Malcolm: hablan sobre su muerte y la de su mamá y su hermano y pasa lo mismo que en la anterior, es decir que lo que diga sobre eso dependerá de las acciones del jugador durante el videojuego, después de que Cory termina de hablar, Torque se fija que el monstruo no ha muerto aún, saca un revólver y le apunta, luego de eso devuelve su mirada a Cory pero desaparece, luego de eso Torque desaparta la mirada de donde miraba y se fija que el monstruo de antes se destransformó y es igual a Torque solo que su aspecto es más macabro, luego de esto, Torque debe matar a su réplica con su demonio interior (de lo contrario morirá, porque aunque su debilidad sean las balas y las granadas tiene muy buenas defensas y costará un poco matarlo igual en esa forma), luego de matar a la réplica sale la escena de Carmen donde pasa lo mismo que en las otras escenas con la diferencia de que en esta ya no aparece más la réplica de Torque, luego de la escena, Torque trata de llegar hacia Carmen por un puente pero el puente se destruye y empuja a Torque fuera de este. Del puente sale una criatura totalmente macabra la cual tiene algunos aspectos del monstruo interior de Torque y de algunos monstruos del videojuego, lo más curioso es que tiene una réplica de Torque colgando de un poco más abajo de su pecho pero solo se le ve de la cintura para arriba, luego de la escena, Torque tiene que usar una palanca para bajar la máquina antes dada por el Dr. Killjoy y así conseguir que el rayo te dé para darte las esferas de energía, cuando te dan las esferas, tienes que tirárselas a una bola roja encerrada en barreras ubicada en su pecho, luego de derrotar al monstruo aparece un flashback donde se muestra la muerte de su familia (este flashback cambia dependiendo de las acciones del jugador en el transcurso del videojuego, más tarde se explicará esto). Después de esto, Torque es encontrado por el bote de rescate que antes pidió, aunque su destino más allá de este punto depende de lo que su familia piensa de él y dependiendo de las acciones que toma el jugador con los únicos humanos que se encuentra durante el transcurso del videojuego; las decisiones son: Ayudarlos, Ignorarlos o Simplemente matarlos, cada una de las decisiones influye en el final del videojuego, los finales son: (Final Bueno): Torque es rescatado por el bote de rescate y obtiene un nuevo juicio (se lo consigue ayudando a todos los humanos que te encuentras en el transcurso del videojuego); (Final Neutral): Torque es rescatado por el bote de rescate, Torque aprovecha el momento, y noquea al conductor del bote para no entrar nuevamente en prisión y escapa de la isla (se consigue ignorando a todos los humanos que aparecen en el transcurso del videojuego); (Final Malo): El bote de rescate llega y el conductor hablando mira a otro lado sin preocuparse de que Torque se está transformando en su demonio interno, al devolverle la mirada a Torque, ya es demasiado tarde, ya que Torque ya está transformado completamente, y tomando una caja, se la tira al bote destruyéndolo y matando al conductor, después de hacer esto, Torque se va de regreso a la isla.

## Jugabilidad
Se puede jugar en primera y tercera persona, entre los alicientes se destacan la existencia de tres finales distintos, dependiendo el comportamiento de los supervivientes que el personaje encuentre, así saldrá un buen, neutral o un mal final. Otra característica es que el protagonista puede convertirse en un monstruo espantoso, su imagen dependerá de la moralidad de Torque.
The Suffering ha pasado a ser completamente gratuito desde 2008, por lo que puede ser descargado libremente.

### Armas
Cuchilla:
Tu primera arma en el juego. no la utilizarás durante mucho tiempo ya que tus futuros enemigos serán demasiado poderosos para esta arma.
Revólver:
Tiene capacidad para 206 balas. Quizás no sea un arma demasiado efectiva pero agradece tenerla a mano cuando estés a medio juego. Las Revólveres dobles es lo mismo, pero con una pistola en cada mano, con lo que se duplica la efectividad.
Metralleta:
Una muy buena arma para acabar con tus enemigos en poco tiempo. Su munición es algo difícil de encontrar.
Escopeta:
Con un solo disparo, acaba con los enemigos; ejecutor, drogata y ahorcado. Tener una y con bastante munición es buena suerte.
Dinamita/Cocteles Motolov:
Explotan cuando las tiras. Puedes almacenar 9 cartuchos al igual que los cócteles molotov. Acaban con todos los enemigos del juego menos con los inferna. También existen las granadas de humo las cuales ciegan a los enemigos por un pequeño tiempo.
Lanzallamas:
Esta arma la obtienes encontrando ciertos objetos alrededor del juego, se recarga con botes de gasolina (muy difíciles de encontrar) y es ideal para acabar con los pútridos, pero no tiene efecto contra los inferna.
Hacha:
Mejor que la cuchilla. Esta es capaz de matar a un pútrido de 3 o 4 golpes.

### Enemigos
Asesino:
Son la encarnación de gente que murió decapitada. Son el primer enemigo del juego y el más fácil de vencer, aunque en ciertas ocasiones del juego pueden regenerarse o, incluso, revivir de la muerte por ayuda externa (A no ser que se les haya eliminado la cabeza). Tienen las cabezas pegadas al cuerpo con unos horribles artilugios. Sus brazos y piernas son sables y tienen la gran habilidad de trepar por el techo y las paredes.
Ejecutor:
Son la encarnación de la ejecución por fusilamiento en la Segunda Guerra Mundial. Su fisonomía es el de una bestia gigante con los ojos vendados y rifles situados en su espalda, características que respectivamente representan al condenado y al pelotón de fusilamiento. A pesar de su enorme tamaño, no son muy difíciles de matar.
Drogata:
Son humanoides que anteriormente eran reclusos muertos por inyección letal. Matarlos no cuesta mucho, aunque son ágiles. Tras morir, de su sangre liberan una mezcla de pentotal sódico, bromuro de pancuronio y cloruro de potasio, que pueden herir de gravedad al jugador si entra en contacto. Son capaces de lanzar agujas y colgarse del techo o paredes.
Ahorcado:
Un torso, colgando de su cuello por una cuerda larga, sin la parte inferior de su cuerpo y con la apariencia de haber sido despellejados, mutilados y, posteriormente, ahorcados; son la representación clara de los condenados a muerte por la horca. Cuando el jugador se acerca, caen del techo para intentar estrangulo. Bajan en picada y, cuando el jugador se libera de ellos, suben muy deprisa al techo.
Enterrador:
La atroz encarnación de gente enterrada viva. Emergen del suelo y atacaran al jugador con sus cadenas y, cuando se sienten en peligro, vuelven a esconderse bajo la tierra. No se pueden evitar ya que seguirán al jugador cuando se topen con el hasta que este lo mate.
Pútrido:
Son la reencarnación monstruosa de mercaderes de esclavos que estrellaron su barco en la isla Carnate décadas atrás, la bizarra representación del ser comido vivo. Específicamente, los esclavos fueron dejados en el casco del barco encallado por estos mercaderes, incapaces de escapar, acabando comidos vivos por ratas. Estas gordas criaturas son inmunes a las balas. Al morir, saldrán ratas de sus tripas que estallaran al tocar al jugador, a no ser que este acabe con ellas primero.
Inferna:
Son niñas que se prenden fuego y explotan cerca de ti. Estas representan la muerte por incineración. Son niñas que no aparentan más de 15 años de edad y murieron a causa de ser acusadas de brujería a finales de 1600. Es el enemigo más difícil del juego ya que son más ágiles que los demás enemigos y son los únicos que poseen la capacidad de explotar cerca del jugador para acabar con su vida. Si a sus cenizas se le deja mucho tiempo, estas pueden revivir.
El anti-torque:
Es el lado maligno del personaje. Torque es capaz de convertirse en esta criatura, variando según la decisiones que tome el jugador durante el juego. Posee tres afiladas garras en una mano y una cuchilla en la otra, que utiliza como armas.
El discípulo del mal:
El enemigo final del juego. Es la representación monstruosa y masiva de toda la ira y odio de Torque. Se asemeja a una versión gigantesca de la criatura que Torque tiene dentro de él, envuelta en cadenas y con características de todos los monstruos del juego. Una versión en miniatura de Torque se puede ver colgando de él en lo que parece ser una especie de cordón umbilical. Solo puede ser herido tirandole la energía directo a su corazón expuesto con la habilidad otorgada por la máquina de rayos creada por el Dr. Killjoy.

## Recepción
The Suffering recibió «críticas generalmente favorables»; la versión para PC tiene un puntaje agregado de 80 de 100 en Metacritic, basado en veintiséis revisiones; la PlayStation 2 versión 77 de 100, basada en cuarenta y siete revisiones; la versión de Xbox 77 de 100, basada en cuarenta y cuatro revisiones.
Joe Rybicki oficial de la revista estadounidense PlayStation, calificó la PlayStation 2 versión 3 de 5, argumentando que no daba miedo debido a que era un juego de acción, en lugar de un horror de supervivencia. Él escribió "si Fatal Frame es el equivalente en juegos de The Shining The Suffering es el viernes 13". Aunque elogió el sistema de moralidad y la jugabilidad general, concluyó que "sentí que los elementos psicológicos y los matices de la moralidad se desperdiciaron en gran medida en lo que en su nivel más fundamental es un tirador bastante corriente".
Tom Bramwell de Eurogamer obtuvo la versión 7 de PlayStation 2 de 10. Al igual que con Rybicki sintió que la combinación de elementos de acción y terror realmente no funcionaba; "al tratar de mezclar horror y acción, The Suffering se prepara para el fracaso una vez que se libra de la ansiedad que ha sido entrenado para asociar con el horror de supervivencia y simplemente continúa se convierte en una especie de trabajo". Sin embargo, sintió que el juego presentaba "algunos momentos realmente desconcertantes, una historia interesante de desventura demoníaca algunas imágenes y sonidos bastante espantosos y algunos sobresaltos realmente sobresalientes". Además escribió "Ciertamente ha sido bien diseñado en algunos lugares". Sin embargo, concluyó " El sufrimiento tiene algunos momentos de miedo, pero en su mayoría puntúan un juego de acción bastante regular, aunque retorcido en lugar de conducirlo Es una pena, porque The Suffering podría haber sido genial. No estamos pidiendo una copia al carbón de Resident Evil o Silent Hill, pero con un poco más de consideración, Surreal podría haber remodelado la experiencia de manera mucho más efectiva".
GameSpot Jeff Gerstmann calificó de 7,6 sobre 10, escribiendo que podría ser un poco demasiado sencillo en algunos puntos, pero lo hace para un juego de acción sólido, llegó a la conclusión de que "aunque The Suffering tiende a depender más de asustarte con efectos visuales y ataques repentinos que de tratar de asustarte sigue siendo una versión bastante refrescante de los juegos temáticos de terror, pero más monstruos, más formas de hacerlo y quizás algunos acertijos un poco más complicados probablemente hubieran hecho que el juego se sintiera más profundo, pero incluso teniendo esto en cuenta, The Suffering es un juego de acción divertido".
David Hodgson de GameSpy calificó las versiones de PlayStation 2 y Xbox 3 de 5, llamando al juego "Oz conoce a Clive Barker, empapado en las entrañas de Stephen King. Es supervivencia-horror con juramentos. Es la prueba de que la JERS está bromeando con el Congreso. la calificación inexistente "Solo para adultos". Es ofensiva, dañina para la psique, brutal, no tiene sentido, es implacable y violenta. Y muy buena diversión". Scott Osborne calificó la versión para PC 4 de 5, escribiendo "The Suffering ofrece una mezcla suave de supervivencia, horror y acción de disparos", sobre el puerto de PC, escribió "encontrarás algunos errores, recortesproblemas y ocasionales momentos torpes cuando el diálogo importante de un personaje se ve interrumpido por el de un evento con guion, creando una confusión de audio. Es una pena que The Suffering no haya recibido un poco más de pulido y una importante actualización de gráficos para la PC. Aun así, con sus niveles bien diseñados, ritmo fluido y combate hiperviolento en lugares misteriosos, The Suffering es una forma divertida de aprovechar con seguridad su lado oscuro".
Game Informer Jeremy Zoss anotó la PlayStation 2 y Xbox versiones 8.25 sobre 10, escritura 'si títulos como Fatal Frame representan el final del juego psicológico de terror a continuación, el sufrimiento es el equivalente de una película de la salpicadura. Concluyó "aunque tengo muchas cosas positivas que decir sobre este título, no puedo enfatizar lo suficiente que no es para todos. Como una película de viernes 13, difícilmente llamaría a este juego aterrador; carece de claustrofobia y temor a un horror de supervivencia Sin embargo, está lleno de toneladas de sangre, vulgaridad y material ofensivo si crees que la verdadera obra maestra de Peter Jackson es Dead Alive, estarás en casa con The Suffering".
Aaron Boulding de IGN anotó el juego 8.5 de 10, otorgando a las versiones de PlayStation 2 y Xbox un premio "Editor's Choice". Lo calificó como "un gran juego, no solo un gran juego de terror", y escribió "tiene éxito como un viaje emocionante y una experiencia de acción divertida". Concluyó: "En un género que está invadido por secuelas e intentos cobardes de horror, The Suffering es un soplo de fresco sonajero de muerte. La acción es intensa, las criaturas son realmente espeluznantes y la historia no rehúye elementos verdaderamente macabros. Uno no puedo decir lo suficiente sobre el horrible mundo que se ha creado aquí. Donde quiera que mires, cada pequeña cosa que hagas, se ha colocado allí para aumentar el suspenso y ponerte en un estado mental inquietante".